# Lindsay Allen
Lindsay Allen (Clinton, 20 marzo 1995) è una cestista statunitense, professionista nella WNBA.

## Carriera
È stata selezionata dalle New York Liberty al secondo giro del Draft WNBA 2017 (14ª scelta assoluta).